# Octan kobaltnatý
Octan kobaltnatý (též acetát kobaltnatý; systematický název ethanoát kobaltnatý) je organická látka, sůl kyseliny octové a kobaltu. Obvykle se vyskytuje ve formě tetrahydrátu jako Co(CH3COO)2·4 H2O, který je typický svou růžovou barvou.   

## Vlastnosti
Octan kobaltnatý je za standardní teploty tuhá, krystalická látka. Bezvodá forma má plně červené až rudé zabarvení, oproti tetrahydrátu, který je světle růžový. Octan kobaltnatý má hygroskopické vlastnosti a při déle trvajícímu vystavení vzdušné vlhkosti se rozpouští v krystalové vodě. Látka zapáchá po octu. Jsou známy různé varianty hydrátů této látky, např. Co(CH3COO)2· H2O či [Co(CH3COO)2]5·0.5 H2O.

## Příprava
V laboratoři lze připravit například neutralizací hydroxidu kobaltnatého kyselinou octovou. 
CH3COOH + Co(OH)2 → Co(CH3COO)2 + H2O
Další možností výroby, která je používána v průmyslu je neutralizace uhličitanu kobaltnatého kyselinou octovou.
CH3COOH + CoCO3 → Co(CH3COO)2 + CO2 + H2O

## Zdravotní rizika
U této látky, stejně jako u ostatních sloučenin kobaltu, je předpokládána karcinogenita pro člověka, poškození reprodukčních schopností a podezření z mutagenity. Akutní toxicita u krysy při orálním podání byla stanovena na LD50 = 503 mg/kg, což řadí octan kobaltnatý dle WHO mezi látky slabě toxické. Při vdechnutí dochází k podráždění dýchacích cest. Požití způsobuje zvracení, bolesti břicha, bolest a slabost končetin a přítomnost krve ve zvratcích a stolici.

## Použití
Bezvodý octan kobaltnatý je v chemickém průmyslu především používán jako katalyzátor. Také je využíván jako prekurzor pro přípravu jiných materiálů, chemických komplexů, mazadel, inkoustů, barviv a v pokovovacích lázních. V barvivech je používán ve formě katalyzátorů přidávaných do nátěrových barev, které urychlují proces zasychání a zrání aplikovaných barev. 
Malá množství tetrahydrátu octanu kobaltnatého jsou někdy v chovu hospodářských zvířat přidávána do krmiv pro zlepšení zdravotního stavu dobytka, kde spolu s ostatními solemi kobaltu slouží ke zvýšenému příjmu vitamínu B12. Ten je z těchto solí tvořen v gastrointestinálním traktu především u přežvýkavců za pomoci symbiotických bakterií. Vzhledem k potenciální toxicitě kobaltu v potravinářských výrobcích z takto krmených zvířat, je použití solí kobaltu regulováno.